# Akbar Bugti
Nawab Akbar Khan Bugti (* 12. Juli 1927 in Barkhan; † 26. August 2006 bei Tratani, Kohlu District) war ein pakistanischer Politiker und Rebellenführer. Bugti widmete sein Leben dem Kampf für die Autonomie Belutschistans.

## Leben
Nawab Akbar Khan Bugti war Anführer des Bugti-Stammes in Belutschistan. In seiner Jugend studierte er Politikwissenschaften und Jura in Oxford und Lahore. Nach der Rückkehr in seine Heimat, die 1947 Teil des neu gegründeten Staates Pakistan geworden war, begann er seine politische Karriere. Als traditioneller Nawab (Fürst) seines Stammes genoss Bugti großes Ansehen in der Bevölkerung.
Im Jahre 1958 war er für kurze Zeit Staatsminister für Verteidigung im pakistanischen Kabinett. Er verlor diesen Posten jedoch schon nach wenigen Wochen durch den Putsch von General Muhammad Ayub Khan am 8. Oktober 1958. Bugti wurde verhaftet und 1960 vor ein Militärtribunal gestellt. Ihm wurde die Ausübung jeglicher öffentlicher Ämter verboten. Bis zu den demokratischen Wahlen im Jahre 1970 versuchte Bugti vergeblich, seine bürgerlichen Ehrenrechte auf juristischem Wege wiederzuerlangen.
Obwohl er aufgrund der juristischen Auseinandersetzungen nicht an den Wahlen von 1970 teilgenommen hatte, wurde er am 15. Februar 1973 von Zulfikar Ali Bhutto zum Gouverneur von Belutschistan ernannt. Nach Unstimmigkeiten mit der Zentralregierung trat er am 1. Januar 1974 wieder zurück. Nach dem Militärputsch von General Mohammed Zia ul-Haq am 5. Juli 1977 ging Bugti erstmals in den Untergrund.
Als Pakistan 1988 wieder zur Demokratie zurückkehrte, trat Bugti der Balochistan National Alliance bei und wurde am 4. Februar 1989 zum Chief Minister von Belutschistan gewählt. Auseinandersetzungen mit der Zentralregierung unter Benazir Bhutto führten bereits im folgenden Jahr zur Auflösung der Provinzversammlung und zu Bugtis Rücktritt.
Für die Wahlen im Jahre 1990 gründete Bugti eine eigene Partei, die Jamhoori Watan Party (JWP). In den 1990er Jahren war die JWP die größte Partei Belutschistans und galt zugleich als Mehrheitsbeschaffer der Regierungen Nawaz Sharif und Benazir Bhutto. 1993 wurde Bugti als Abgeordneter der JWP in das pakistanische Parlament gewählt.
Als sich General Pervez Musharraf am 12. Oktober 1999 an die Macht putschte, endete auch die Teilhabe der JWP an der Zentralmacht. Die Provinzregierungen und -parlamente wurden aufgelöst. Die Wahlen vom Oktober 2002 brachten in Belutschistan eine Regierung aus islamistischen Parteien und einer Musharraf unterstützenden Fraktion der PMLQ (Pakistan Muslim League-Qaid) an die Macht.
Zugleich hatte die Regierung Musharraf seit 2000 begonnen, die Exploration von Gasfeldern in Belutschistan massiv voranzutreiben. Bugti organisierte den militärischen Widerstand und griff mit seinen bewaffneten Rebellentrupps Verbindungsstraßen, Gasförderanlagen und Armeeposten an.
Seit Dezember 2004 nahmen die Kampfhandlungen massiv zu; die pakistanische Zentralregierung setzte zeitweise bis zu 50.000 Soldaten zur Bekämpfung der Rebellen ein. Nachdem Bugti zunächst parallel zum Einsatz militärischer Mittel noch darauf gesetzt hatte, auf dem Verhandlungswege eine Beteiligung der belutschistanischen Nationalisten an den Einnahmen aus dem Gasgeschäft zu erreichen, ging er Anfang 2006 in den Untergrund und schloss sich den Rebellen an. In der Folge kam es zu vermehrten Anschlägen auf Gasleitungen und die Streitkräfte.
Am 26. August 2006 starb Bugti während eines Gefechts mit pakistanischen Sicherheitskräften in einem Höhlenkomplex in der Nähe von Tratani im Kohlu-Distrikt von Belutschistan. Sein Tod löste Unruhen in der Region aus. In Quetta wurde der Ausnahmezustand verhängt. Die gewaltsamen Proteste rissen auch nach mehreren Tagen nicht ab.

## Politik und Ansehen
Als traditionelle Autorität genoss Bugti bei seinen Stammesgenossen hohes Ansehen. Der deutsche Journalist Heinz Helfgen, der in den frühen fünfziger Jahren als Gast von Bugti empfangen wurde, beschreibt den Stammesführer als „hochtalentierten, gebildeten Konservativen in der pakistanischen Politik, der einen harmonischen Übergang seines Volkes vom Mittelalter zur Neuzeit suchte“.
Als zentrale Figur im Kampf um mehr Autonomie für Belutschistan wurde Bugti häufig als „Tiger von Belutschistan“ bezeichnet.
Kritiker bezeichneten ihn dagegen als Warlord. Er sei selber an den Einnahmen aus der Gasförderung beteiligt gewesen und habe die Einnahmen für Waffen und Munition statt für das Schul- und Gesundheitssystem seiner Provinz ausgegeben. Er habe Kampfhandlungen zwischen rivalisierenden Stammesgruppen provoziert und eigene Gefängnisse unterhalten.
Er galt außerdem als Mentor der Guerillaorganisation Balochistan Liberation Army (BLA). Die BLA strebte die Errichtung eines unabhängigen Staates Belutschistan an, der neben der pakistanischen Provinz Belutschistan auch Teile Afghanistans und Irans umfassen sollte. In Pakistan und in Großbritannien wurde die BLA als Terrororganisation eingestuft und verboten.